# Batalha da Colina 881
A Batalha da Colina 881 (também chamada de Primeira Batalha de Khe Sanh) foi uma batalha durante a Guerra do Vietnã entre o Exército Popular do Vietname (PAVN, ou em fontes americanas "Exército norte - vietnamita" ou NVA) e soldados americanos. Realizada no I Corps Tactical Zone, tornou-se conhecida como "Combate Hill", envolvendo a colina 881 ao Norte, colina 881 ao Sul e colina 861.
Foi uma das mais sangrentas batalhas da guerra, onde dois batalhões de soldados americanos enfrentaram uma grande força norte-vietnamita com intenção de destruir a base de combate de Khe Sanh na Província de Quang Trị. Os fuzileiros invadiram as colinas com perdas de 155 a 455 soldados. No começo o exército norte-vietnamita estava se saindo bem, mas perdeu mais de 900 soldados e foi obrigado a se retirar.